# 羅林丘陵 (加利福尼亞州馬德拉縣)
羅林丘陵（英語：Rolling Hills）是位於美國加利福尼亞州馬德拉縣的一個人口普查指定地區。

## 地理
羅林丘陵的座標為36°54′12″N 119°47′52″W / 36.90333°N 119.79778°W，而該地最高點為海拔高度113米（即371英尺）。

## 人口
根據2010年美國人口普查的數據，羅林丘陵的面積為1.533平方千米，均為陸地。當地共有人口1860人，而人口密度為每平方千米1,213人。